# Théophile Funck-Brentano
Pour les personnes ayant le même patronyme, voir Funck-Brentano.
Théophile Funck-Brentano, né Théophile Funck le 21 août 1830 à Luxembourg et décédé le 23 janvier 1906 à Montfermeil, est un sociologue franco-luxembourgeois.

## Biographie

### Jeunesse et études
Il a épousé Sophie Brentano, nièce de la femme de lettres et nouvelliste romantique allemande Bettina von Arnim, née Brentano, elle-même sœur du poète romantique allemand Clemens Brentano.

### Parcours professionnel
Il quitta Luxembourg pour Paris en 1870, année où il est naturalisé français. Il est le fondateur du Collège libre des sciences sociales en 1895.
Il enseigne le droit international à l'École libre des sciences politiques, où il est recruté par Émile Boutmy.
Il est le père de Frantz Funck-Brentano et de Claudine Funck-Brentano.

## Œuvres
- Les Sciences humaines, 1868.
- La Pensée exacte en philosophie, 1869.
- La Civilisation et ses lois, 1876.
- Les sophistes allemands et les nihilistes russes, Plon, 1887.
- L'homme et sa destinée, 1895.

- Prix Bordin de l’Académie française
- La Politique, 1897.
- Les Sophistes français, 1905.